# Casper Winther
Casper Winther, né le 11 février 2003 à Lyngby-Taarbæk au Danemark, est un footballeur danois. Il évolue au poste de milieu central au Lyngby BK.

## Biographie

### En club
Né à Lyngby-Taarbæk au Danemark, Casper Winther est formé par le club local du Lyngby BK. Le 7 octobre 2020, il fait ses débuts en professionnel, lors d'une rencontre de coupe du Danemark contre le Brønshøj BK. Il entre en jeu à la place de Victor Torp et son équipe s'impose par cinq buts à quatre après prolongations.
Il fait sa première apparition en Superligaen le 1er mars 2021, contre le SønderjyskE. Il entre en jeu à la place de Victor Torp et équipe s'impose par quatre buts à un. Il ne peut toutefois empêcher la descente de son équipe à l'issue de cette saison 2020-2021, le club terminant avant-dernier du championnat et donc relégué.
Le 28 février 2022, Winther prolonge son contrat avec le Lynby BK jusqu'en juin 2025. Il participe cette saison-là à la remontée du club en première division, le Lyngby BK retrouvant l'élite du football danois seulement un an après l'avoir quittée.

### En sélection
Casper Winther commence sa carrière en sélection avec l'équipe du Danemark des moins de 16 ans. Il joue au total deux matchs, les deux en 2019.
Avec les moins de 20 ans, Winther fait deux apparitions, les deux en 2023.
Casper Winther est convoqué pour la première fois avec l'équipe du Danemark espoirs en novembre 2022, par le sélectionneur Jesper Sørensen. Il joue son premier match avec les espoirs lors de ce rassemblement, le 17 novembre 2022, lors d'un match amical face à la Suède. Il est titularisé et se fait également remarquer en inscrivant son premier but. Les deux équipes se neutralisent (2-2 score final).